# Стефанович, Валентин
Валентин Стефанович (род. 14 октября 1972, Минск) — белорусский правозащитник и политический заключённый, член Совета Правозащитного центра «Вясна», вице-президент Международной федерации прав человека (FIDH).

## Биография
Родился в 1972 г. в Минске.
В начале 90-х гг. участвовал в акциях Белорусского народного фронта, в 1994 г. был наблюдателем от БНФ на первых президентских выборах в Беларуси.
Закончил институт международных рабочих отношений, специальность — юриспруденция.
В 1996 г. стал соучредителем «Молодого Фронта», в 1997 г. избран сопредседателем организации, но вскоре покинул ее.
С сентября 1998 г. — в правозащитной организации «Вясна». Заместитель председателя с 2000 года.
27 октября 2022 г. — в рамках 41-го Конгресса Международной федерации прав человека (FIDH) Валентин Стефанович был переизбран вице-президентом FIDH.

## Арест и заключение
14 июля 2021 года был арестован правоохранительными органами у себя дома. Первоначально вместе с другими председателями «Вясны» Алесем Беляцким и Владимиром Лабковичем обвинены в том, что правозащитники «не зарегистрировали организацию, которой они управляют, в установленном порядке в качестве юридического лица, а также в качестве налогоплательщика, и не представили соответствующие сведения в налоговые органы, чем скрыли от налоговых органов сведения об осуществленных выплатах, лиц, выплативших от имени организации труда (оказавших услуги) и уклонившихся от признания организации налоговым агентом». Затем его вместе с ними дополнительно обвинили в контрабанде и «финансировании групповых действий, грубо нарушающих общественный порядок».
С марта 2023 г. в суде Ленинского района (Минск) судья Марина Запасник приговорили Стефановича к 9 годам лишения свободы в колонии усиленного режима. В своем последнем слове Валентин отметил: «Я еще раз заявляю, что мое преследование связано исключительно с моей правозащитной деятельностью, которая является законной и мирной. Это преследование имеет исключительно политические мотивы. Но это никак не остановит деятельность „Вясны“». Решение апелляционной жалобы оставлено без изменения.

## Семья
Имеет сына и две дочки.

## Награды
25 марта 2023 года вознагражден медалью ордена Погони.